# 智利奈氏鱈
智利奈氏鱈，為輻鰭魚綱鱈形目鼠尾鱈科的其中一種，分布於東南太平洋智利中部海域，屬深海底棲性魚類，深度580-1238公尺，體長可達40公分，棲息在底層水域，生活習性不明。